# Бюлент Еджевіт
Мустафа́ Бюле́нт Еджеві́т (тур. Mustafa Bülent Ecevit, 28 травня 1925, Стамбул, Туреччина  — 5 листопада 2006, Анкара, Туреччина) — турецький політик, поет, письменник, вчений, журналіст. Чотири рази займав посаду Прем'єр-міністра Туреччини.

## Життєпис
Син турецької художниці Фатми Назли Еджевіт.
В 1972—1980 роках очолив Республіканську народну партію (РНП), а 1974 року став першим лівим прем'єром Туреччини. Коли того ж року Греція інспірувала державний переворот на Кіпрі, направив турецькі війська на острів, що призвело до його дотеперішнього поділу на грецьку та турецьку частину.
У 1977 і 1978—1979 знову займав посаду прем'єра.
У 1980 військовий переворот усунув Еджевіта від влади.
У 1999 знову став прем'єром Туреччини, очоливши парламентську коаліцію, що втратила владу після економічної кризи 2002 року. Під час його останнього прем'єрського терміну було укладено угоду з ЄС і заарештовано та засуджено лідера курдських терористів Абдуллу Оджалана.
У травні 2006 пережив серцевий напад, після чого й аж до смерті перебував у комі.